# Ortojoaquinita-(Ce)
L'ortojoaquinita-(Ce) és un mineral de la classe dels silicats, que pertany al grup de la joaquinita.

## Característiques
L'ortojoaquinita-(Ce) és un silicat de fórmula química NaBa₂Fe²⁺Ce₂Ti₂(SiO₃)₈O₂(O,OH)(H₂O). La seva duresa a l'escala de Mohs és 5,5.
Segons la classificació de Nickel-Strunz, l'ortojoaquinita-(Ce) pertany a «09.CE - Ciclosilicats amb enllaços senzills de 4 [Si₄O₁₂]8- (vierer-Einfachringe), sense anions complexos aïllats» juntament amb els següents minerals: papagoïta, verplanckita, baotita, nagashimalita, taramel·lita, titantaramel·lita, barioortojoaquinita, byelorussita-(Ce), joaquinita-(Ce), estronciojoaquinita, estroncioortojoaquinita, ortojoaquinita-(La), labuntsovita-Mn, nenadkevichita, lemmleinita-K, korobitsynita, kuzmenkoïta-Mn, vuoriyarvita-K, tsepinita-Na, karupmøllerita-Ca, labuntsovita-Mg, labuntsovita-Fe, lemmleinita-Ba, gjerdingenita-Fe, neskevaaraïta-Fe, tsepinita-K, paratsepinita-Ba, tsepinita-Ca, alsakharovita-Zn, gjerdingenita-Mn, lepkhenelmita-Zn, tsepinita-Sr, paratsepinita-Na, paralabuntsovita-Mg, gjerdingenita-Ca, gjerdingenita-Na, gutkovaïta-Mn, kuzmenkoïta-Zn, organovaïta-Mn, organovaïta-Zn, parakuzmenkoïta-Fe, burovaïta-Ca, komarovita i natrokomarovita.

## Formació i jaciments
Va ser descoberta a la mina California State Gem, al districte de New Idria, al comtat de San Benito (Califòrnia, Estats Units). També ha estat descrita a la pedrera Poudrette, a La Vallée-du-Richelieu RCM (Quebec, Canadà).